# Kurt Meyer
Kurt Adolph Wilhelm Meyer (Jerxheim, Baja Sajonia, Alemania; 23 de diciembre de 1910 - Hagen, Renania, 23 de diciembre de 1961) fue el militar alemán más joven de las Waffen-SS en ostentar el grado de general de brigada (SS-Brigadeführer) durante la Segunda Guerra Mundial. Se le conocía por su apodo coloquial "Panzermeyer" o "Schneller (veloz) Meyer".
Si bien la mayor parte de los oficiales del Ejército Alemán tenían amplia experiencia de combate, Meyer fue uno de los pocos oficiales que combatió en todos los frentes a excepción de África (aunque estuvo a punto, ya que el traslado de su unidad se anuló a último momento). Desde el Anschluss y la campaña de Polonia al frente ruso, pasando por los Balcanes y Grecia, para terminar combatiendo a los aliados en el frente occidental. Recibió la Cruz de Caballero de la Cruz de Hierro con hojas de roble y espadas.
Después de ordenar el asesinato en masa de civiles y prisioneros de guerra varias veces durante el conflicto, Meyer fue condenado por crímenes de guerra por su papel en la masacre de la abadía de las Ardenas (el asesinato de 20 prisioneros de guerra canadienses en Normandía). Fue condenado a muerte, pero posteriormente la sentencia fue conmutada por cadena perpetua. Meyer fue uno de los últimos criminales de guerra alemanes en salir de prisión.
Tras su liberación fue un miembro muy activo de HIAG, un grupo de presión organizado por exmilitares de alto rango de las Waffen-SS. Meyer fue un destacado apologista de las Waffen-SS y el portavoz más eficaz de la HIAG, y describió a la mayoría de los miembros de lass Waffen-SS como combatientes apolíticos e imprudentemente valientes que no estaban involucrados en los crímenes del régimen nazi. Desde entonces, los historiadores han desmentido estas afirmaciones.

## Biografía
Kurt Meyer nació en 1910 en Jerxheim, hoy Baja Sajonia. Era hijo de un sargento mayor del Ejército Imperial Alemán. Estudió en una escuela de Jerxheim y para subsistir desempeñó variados oficios esporádicos en la ciudad de Schwerin ya que su condición era muy modesta.
En 1929, fue aceptado en el cuerpo de policía y enviado a la Academia de Policía en Schwerin para ser formado como un Landespolizei Mecklenburgo.
Estando en la academia, Kurt Meyer sufrió un grave accidente al querer realizar una broma a uno de sus compañeros cayendo de pie desde una altura de dos pisos; el aterrizaje lo dejó con múltiples fracturas. Debido a la resistencia física al golpe recibido y su pronta recuperación se le apoda Panzermeyer por su similitud con la resistencia de un tanque.

### Trayectoria en las SS
Políticamente activo a una edad temprana y partidario fanático del nazismo, Meyer se unió a las Juventudes Hitlerianas cuando tenía quince años, se convirtió en miembro de pleno derecho del Partido Nazi en septiembre de 1930 y se unió a las SS en octubre de 1931. Fue invitado a la boda de Joseph Goebbels en diciembre de ese año. En mayo de 1934, Meyer fue transferido a la Leibstandarte SS Adolf Hitler. Con esta unidad (que luego se convirtió en parte de las Waffen-SS), Meyer participó en la anexión de Austria en 1938 y la ocupación de Checoslovaquia en 1939.
En 1939, durante la Invasión de Polonia, la unidad de Meyer (Leibstandarte SS Adolf Hitler) constituyó una de las puntas de lanza de las unidades que actuaron bajo las órdenes del general Gerd von Rundstedt. El 7 de septiembre de 1939, Meyer fue denunciado por estar involucrado en el asesinato de 50 judíos en Modlin.
El 25 de septiembre es condecorado con la Cruz de Hierro de Segunda Clase por mantenerse en el mando a pesar de haber sido herido en combate.
Durante la Invasión de Francia, Holanda y Bélgica, Meyer recibe el comando de la unidad de exploración de la LSSAH, la cual había sido incrementada en su fuerza efectiva y medios al nivel de División Motorizada. "Schneller" Meyer tuvo entonces la oportunidad de conformar el nuevo Batallón de Exploración llevando consigo a varios de los suboficiales y oficiales que habían servido con él en la Panzerjägerkompanie durante las operaciones anteriores. Su Batallón, conformado con elementos de motociclistas (Kradschützenkompanie) y de vehículos blindados ligeros constituyó la punta de lanza de la Blitzkrieg en el frente de la LSSAH. Siempre en primera línea, y habitualmente montado en una motocicleta o trepado al costado de uno de sus vehículos ligeros de exploración, Meyer lideró el avance de la LSSAH a toda velocidad, tomando por sorpresa a las tropas francesas una y otra vez, capturando enormes cantidades de elementos enemigos basándose en la sorpresa, el poder de fuego de sus armas y la potencia de sus motores. Durante la conquista de Francia Meyer fue condecorado con la Cruz de Hierro de Primera Clase y ascendido a SS-Sturmbannführer (equivalente en la Wehrmacht a mayor).
Durante la Campaña de los Balcanes Meyer, aún al mando del 15.º Batallón de Reconocimiento de la LSSAH, (Aufklärungsabteilung), recibe órdenes de ocupar el paso Kleisoura el 13 de abril de 1941 para cortar la retirada de griegos y británicos de la ciudad de Kastoria. La acción incansable de la Unidad de Meyer (que marchaba reforzada con Ingenieros de Combate, artillería antitanque autopropulsada, cañones de infantería y algunos blindados), lanzada a toda velocidad por las complicadas carreteras de montaña, permitió mantener continuamente a las fuerzas aliadas fuera de balance, dificultando sus operaciones defensivas en los elevados pasos de montaña. Enormes cantidades de armas y tropas aliadas cayeron en poder de "Panzermeyer", cuyas motocicletas aparecían tras las líneas enemigas en los momentos más inesperados, o cuyos intrépidos hombres escalaban paredes aparentemente inaccesibles para caer sorpresivamente sobre los defensores. Por la conquista de los principales pasos de montaña Meyer recibió posteriormente la Cruz de Caballero de la Cruz de Hierro el 18 de mayo de 1941 (oportunidad en la que debió presentarse ante Adolf Hitler). Si bien su accionar personal ya le había granjeado en ese momento un lugar en los libros de historia al capturar más de 12.000 hombres sólo con su Batallón de Exploración, aún sería el protagonista principal de una de las acciones más temerarias de la historia militar alemana y mundial. Sin tomarse descanso alguno en la persecución de las tropas británicas y griegas que se replegaban en desorden hacia Grecia, Meyer forzó la caída de los puertos de Corinto y Patras con el puñado de tropas adelantadas que conducía personalmente. Desde allí presenció con disgusto el escape de gran cantidad de tropas británicas en diversos transportes, las cuales cruzaron indemnes el estrecho de Corinto en su retirada hacia el Peloponeso. Contra toda norma, requisó varios botes de pesca de pequeño porte y embarcó un pequeño grupo de hombres y armas de apoyo, ordenándoles realizar el cruce del estrecho (las condiciones de mar no eran las mejores para la navegación) y hacer una cabeza de puente para el resto del Batallón. Sus hombres, cortados a la medida de Meyer, no dudaron en cumplir la poco ortodoxa tarea que se les otorgó. Mientras esperaba ansiosamente tener noticias del pelotón destacado al otro lado del estrecho, Meyer comenzaba a lamentar la decisión tomada cuando arribó a su posición su jefe directo, el Comandante de la LSSAH, Sepp Dietrich. A pesar de ser un conductor igualmente temerario, Dietrich reprendió gravemente a Meyer por la decisión tomada, pero cuando los botes comenzaron a retornar cargados de prisioneros británicos permitió a su subrodinado continuar con la improvisada operación de franqueo del estrecho, cruzando él mismo en los siguientes viajes. En pocas horas el Batallón de Exploración del LSSAH y el mismo Dietrich estaban en el Peloponeso haciéndose de vehículos británicos para poder operar y capturando grandes cantidades de tropas aliadas sorprendidas por la aparición de los alemanes en su retaguardia. Dietrich se disculpó con Meyer poco después frente a sus hombres, reconociendo que si bien había tomado una decisión poco ortodoxa y el riesgo asumido había sido muy alto, el resultado había demostrado que Meyer tenía razón. Las fuerzas en el Peloponeso cayeron en tiempo récord.
Poco tiempo después el LSSAH sería enviado al frente Oriental, participando en el desarrollo de la Operación Barbarroja como punta de lanza del Grupo de Ejércitos Sur. Una vez más la Unidad de Meyer se destacó por su accionar decidido abriendo el camino a las tropas de invasión que buscaban conquistar Kiev. Fiel al precepto de su maestro Heinz Guderian que propone el uso del motor (y su velocidad) como un arma, los motociclistas y vehículos ligeros de exploración de Meyer se lanzaron en una veloz carrera por los caminos de Ucrania, marcando el rumbo a la maquinaria de todo el Grupo de Ejércitos Sur. Sin detenerse a combatir la masa de Unidades desmembradas del Ejército Rojo que se retiraban ante la ruptura del frente por las cuñas blindadas de la Blitzkrieg, Meyer se internaba más y más en territorio enemigo, logrando capturar desproporcionadas cantidades de tropas con las fuerzas a su disposición. Si bien esta forma de conducción lo puso en situaciones complicadas más de una vez, no dejó dudas sobre la eficacia en el combate. Incansable, luego de la caída de Kiev, Meyer estuvo al frente de su Unidad ganando cabezas de puente e interviniendo personalmente en la captura en un audaz asalto de la ciudad ucraniana de Mariúpol, sobre el mar Negro, haciendo prisionera a toda una división completa de soldados soviéticos. Por esta acción, Meyer recibió la Cruz Alemana en Oro. Sus hombres liderarían posteriormente el avance y conquista de Rostov y serían uno de los elementos fundamentales en las operaciones defensivas del crudo invierno ruso de comienzos de 1943. Meyer tuvo que ser retirado del frente por sufrir disentería a fines de 1942, pero retornó a tiempo para participar de las cruentas operaciones defensivas del invierno 1942-1943.
Cuando retornó al frente, Meyer se encontró ante un escenario oscuro. Las divisiones Waffen-SS habían sido agrupadas como el I SS-PanzerKorps bajo el mando de Paul Hausser. Ante la presión de enormes masas de unidades blindadas frescas del Ejército Rojo, las divisiones de las Waffen SS resultaron ser la médula espinal del frente sur, especialmente al desmoronarse las unidades rumanas e italianas. Las pérdidas alemanas en la ofensiva de invierno fueron enormes y la orden de Hitler de defender Rostov y Járkov a toda costa no hizo más que facilitar el éxito de los soviéticos. Sólo la excepcional calidad de la conducción alemana, y en especial la temeraria acción de los hombres de Hausser (entre ellos Meyer), permitieron evitar la aniquilación total del frente. Desobedeciendo la orden del Comando del Ejército, Hausser ordenó abandonar Járkov para reducir el frente, pero mantuvieron en todo momento una estrategia operacional basada en una defensa móvil, que no sólo absorbió el impacto de la marea de tropas soviéticas que penetraban el frente, sino que a pesar de las bajas sufridas y la disparidad numérica, las unidades SS condujeron potentes contraataques que no sólo causaron a los soviéticos enormes cantidades de pérdidas (inauditas en la historia militar), sino que condujeron finalmente a la estabilización del frente y dejaron el camino abierto a la recuperación de Járkov.

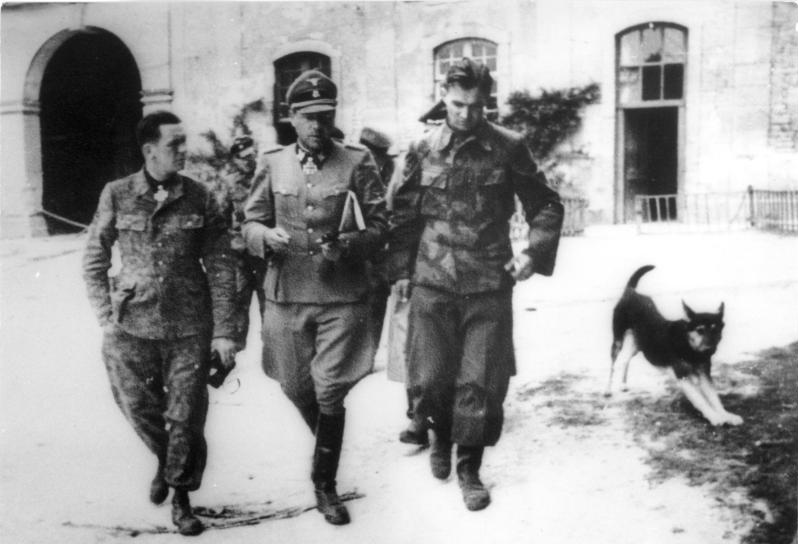
Meyer (derecha) junto a Fritz Witt (centro) y Max Wünsche (izquierda) en la abadía de Ardenne, Normandía, en junio de 1944.

El 13 de marzo de 1943, el general de las SS Paul Hausser ordenó la recaptura de la ciudad de Járkov. Meyer, al mando de sus unidades de reconocimiento, estuvo una vez más a la vanguardia en la penetración del anillo defensivo de la ciudad, realizando una osada infiltración por la retaguardia de las defensas rusas. En coordinación con otros elementos de la LSSAH a cargo de Joachim Peiper iniciaron la sangrienta tercera batalla por la ciudad de Járkov, en la que Meyer logró capturar a todo el estado mayor de una división soviética en Jeremejewka y Aleksandrowka. Meyer fue denunciado por los soviéticos por supuestas represalias cometidas contra los pobladores en los alrededores de Járkov, pero las tropas del Ejército Rojo eran tan despiadadas con los pobladores de las ciudades que habían estado en poder de los alemanes (aquellos que estaban vivos eran inmediatamente acusados de colaboracionistas), que las denuncias en el frente oriental pocas veces fueron consideradas seriamente. Por otro lado, Meyer gozaba entre sus subordinados de una estima incomparable, y un ascendiente que emulaba al del mismo Erwin Rommel. Su carácter alegre y optimista, el trato ameno y lleno de camaradería hacia todas las jerarquías y su presencia en los lugares de mayor riesgo hacían de Meyer un líder modelo del estilo de conducción que propugnaba el ejército alemán. Por sus acciones en la campaña de invierno de 1943 Meyer recibió las Hojas de Roble de la Cruz de Caballero.
En enero de 1943, Hitler ordenó la formación de la 12.ª SS División Panzer Hitlerjugend, Gran Unidad de Combate que encuadraría a los jóvenes miembros de las Hitlerjugend, Juventudes Hitlerianas, comandados por altos oficiales fogueados de la LSSAH. Meyer abrigaba la esperanza de comandar esta división, pero el mando le fue entregado a su camarada y amigo Fritz Witt, posiblemente por tener una personalidad más serena y reflexiva, más apropiada para esos niveles de conducción. Muchos otros de sus más cercanos camaradas de la LSSAH, tanto suboficiales como oficiales (entre ellos el intrépido tanquista Max Wünsche), fueron también destinados a la formación de los jóvenes voluntarios y el comando de sus recién formadas unidades en Bélgica. Meyer recibió el mando del 25.º Regimiento SS Panzergrenadiers y un ascenso al grado de SS-Standartenführer (coronel), y quedó muy impresionado con la actitud de los voluntarios. Se entusiasmó en gran manera con las nuevas metodologías de adiestramiento y formación adoptadas para transformar a los muchachos en soldados, dado que las formalidades de uso habitual en las Waffen SS no eran de conveniente aplicación para jóvenes de tan corta edad (el promedio era de 16/17 años).
La propaganda aliada descalificaba a la 12.ª SS División Panzer Hitlerjugend a través de propaganda que hacía hincapié en el supuesto carácter aniñado de sus integrantes. Por el contrario, el intensivo adiestramiento de los voluntarios (a pesar de no haber contado con la totalidad de los medios y armamento orgánico requerido) permitió conformar una División con un espíritu de camaradería, cohesión y voluntad de lucha que sería pocas veces emulada en la historia militar. Los aliados, y en especial las tropas Polacas y Canadienses que conformaban el núcleo de la fuerza de invasión, estaban a punto de enfrentar su más dura batalla.

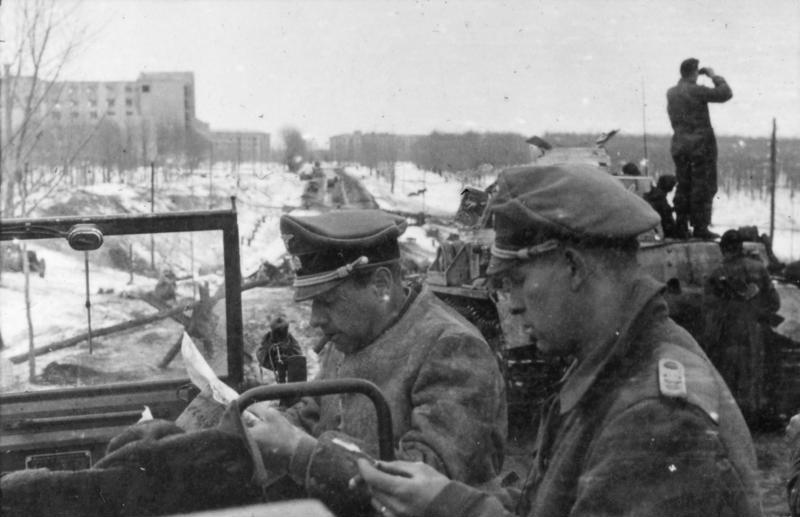
Meyer junto a Witt en Járkov, Unión Soviética (1943).

Desde mediados de marzo y comienzos de abril de 1944, la División fue trasladada a las cercanías de Caen, en la Normandía. Durante este traslado, y en represalia por el ataque al tren en el cual viajaba parte de la División, 86 personas calificadas de partisanos fueron asesinadas por miembros no identificados de la misma, en lo que se conoció como la masacre de Ascq. El adiestramiento continuo y exigente en toda la zona consolidó a los hombres de la División como una férrea Unidad, además de brindarles un profundo conocimiento del terreno en toda la zona de operaciones.
El 6 de junio de 1944, en el desarrollo de la Operación Overlord la 12.ª SS División Panzer Hitlerjugend entró inmediatamente en acción, siendo Kurt Meyer y su Regimiento los primeros en contraatacar a las fuerzas en su sector. El 14 de junio, Fritz Witt muere como consecuencia del fuego de artillería enemigo y Meyer al ser el oficial de mayor rango, asumió el mando de la División.
A pesar de las terribles bajas ocasionadas por la aviación y la artillería aliadas (la Luftwaffe estuvo prácticamente ausente de los cielos durante los siguientes dos meses, y de la desproporcionada ventaja numérica y de medios aliados en el frente de Caen, los hombres de Meyer lucharon con fanática ferocidad durante más de 60 días sin relevo alguno y prácticamente sin reposición de tropas y armas, causando terribles bajas en las unidades británicas, polacas y canadienses. Los jóvenes integrantes de la 12.ª SS División Panzer Hitlerjugend, a pesar de haber sufrido un 60% de bajas al momento de su repliegue final, fueron en gran medida la causa de la demora de las operaciones aliadas de todo el frente. Las inauditas bajas sufridas entre oficiales y suboficiales daban cuenta del tipo de liderazgo que esgrimían las fuerzas alemanas, y la razón principal de su éxito frente a tan desigual enemigo. Del 4 al 9 de julio, Meyer defendió con inusual encarnizamiento la pista de aterrizaje de Carpiquet, rechazando intermitentes ataques aliados con una alta cuota de bajas, hasta que ante la inminencia de quedar atrapado en un movimiento de pinzas, ordenó a su diezmada división retirarse tácticamente para tomar una posición defensiva en el área de Falaise.
El 1 de agosto fue ascendido a Oberführer (en las SS equivale a general de brigada, pero no existía equivalencia en la Wehrmacht). En el transcurso de encarnizados combates cuerpo a cuerpo, tanto de día como de noche, y ante la presión de enormes cantidades de blindados enemigos, la 12.ª SS División Panzer Hitlerjugend y muchas otras grandes unidades alemanas del frente occidental fueron cercadas en lo que se conoció como la bolsa de Falaise. Resistiendo la presión de las fuerzas angloamericanas desde el Norte y Oeste y de Patton desde el Este y Sur, las casi desmanteladas unidades alemanas (reducidas en más del 50% de sus hombres y casi sin blindados ni armas de apoyo pesadas) intentaron realizar una ruptura del cerco para escapar hacia el Oeste, más allá del Sena. Meyer organizó a los remanentes de su fuerza en equipos de combate balanceados para poder operar independientemente y cargó con el mayor peso del esfuerzo por romper el cerco y mantenerlo abierto para posibilitar la huida de la gran cantidad de fuerzas cercadas, cuya supervivencia era vital para permitir la continuidad de la guerra y defensa de Alemania. Con el fundamental y denodado apoyo de los blindados de su viejo camarada Max Wünsche y algunos Tigers sobrevivientes del 101.º Batallón Blindado SS lograron abrir una brecha en las líneas enemigas y facilitar el escape del cerco aliado a la mayor parte de las agotadas Divisiones alemanas cercadas en la bolsa de Falaise.
En septiembre de 1944, mientras Meyer realizaba labores de exploración en motocicleta en los alrededores del pueblo belga de Durna, fue rodeado por una compañía de partisanos belgas, capturado, y entregado a los americanos. A pesar de vestir el uniforme camuflado de las SS no fue reconocido como tal en un primer momento, razón por la cual pudo sobrevivir a la captura aunque sufriendo una fuerte golpiza y el robo de sus pertenencias personales, incluida su alianza de matrimonio, dinero y condecoraciones (los hombres de las Waffen SS eran habitualmente ejecutados en el momento por soldados aliados y partisanos, que no distinguían entre los integrantes de la Gestapo y los integrantes de las unidades de combate SS). Mientras sus hombres lo dieron por muerto y fue ascendido con carácter retroactivo a Brigadeführer el 1 de septiembre, Meyer pasó por diversos puntos de reunión de prisioneros logrando pasar desapercibido, hasta que un oficial del ejército alemán que colaboraba con los aliados lo delató ante las autoridades que comandaban el campo de prisioneros en el que finalmente había sido confinado. Identificado como oficial de alta graduación de las Waffen SS, fue conducido a Inglaterra. Allí pasó por varios sitios en los que nucleaban a prisioneros de alta graduación, hasta el momento de iniciarse el proceso por cargos de crímenes de guerra.

### Juicio, prisión y vida final

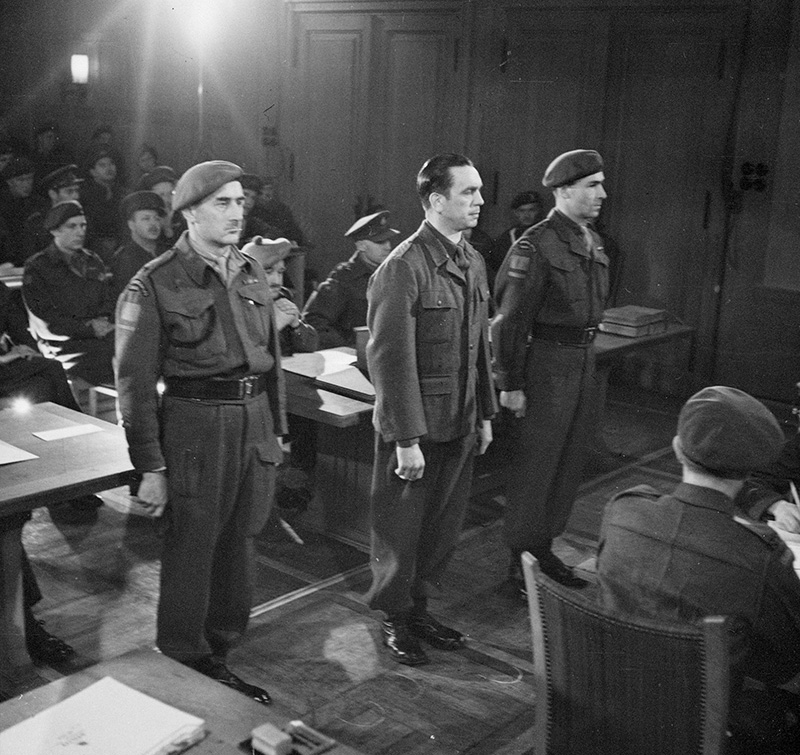
Meyer en juicio en 1945

Si bien nunca enfrentó cargos por los supuestos actos de violencia sobre la población civil que se le atribuían en forma directa o indirecta en el frente Oriental, sí fue procesado por varias acciones calificadas como crimen de guerra supuestamente perpetrados en el transcurso de los combates aledaños a la ciudad de Caen en junio de 1944, mientras se desempeñaba aún como comandante del 25.º Regimiento Panzergrenadier de la 12.ª SS División Panzer Hitlerjugend (Fritz Witt estaba aún con vida y a cargo de la División). Entre estos cargos, el de mayor peso era el de haber dado la orden de ejecutar sumariamente a ocho prisioneros canadienses. El proceso comenzó el 10 de diciembre de 1945 en la ciudad de Aurich, Alemania. Meyer defendió su posición a lo largo de extensos interrogatorios conducidos por el conjunto de jueces designados, entre los que asumió el rol de Presidente de la Corte uno de los comandantes canadienses que enfrentó en Normandía, el General Harry Wickwire Foster. El proceso se llevó a cabo con varias irregularidades, especialmente en lo que respecta al involucramiento personal en los hechos por parte del presidente de la corte y la dudosa veracidad de las pruebas y testigos presentados por la fiscalía. Por otro lado, no se facilitó la presencia de ninguno de los testigos solicitados por la defensa, los cuales se encontraban en prisiones militares aliadas. Si bien desde el comienzo del proceso corrían fuertes rumores sobre el hecho de que el juicio de Meyer ya tenía una sentencia firme de muerte mucho antes de haber comenzado y que el juicio no era más que un montaje para justificar su uso como chivo expiatorio, el desarrollo del proceso supuso para todos los presentes la sensación de que el general alemán terminaría siendo sobreseído o, en el peor de los casos, sufriría una condena leve. A lo largo del juicio Meyer defendió su posición a través del abogado militar designado con habilidad y pertinencia, demostrando que no sólo no había estado presente en el lugar de los hechos cuando sucedieron, sino que oficiales canadienses que fueron capturados por tropas bajo su comando atestiguaron haber tenido contacto personal con el acusado y recibido un trato caballeroso en el combate. A pesar de ello, y para la sorpresa general de todos, los jueces se expidieron en su contra, condenándolo a muerte.
Gracias a la intervención de personalidades influyentes de la justicia alemana, su caso fue revisado antes de dar cumplimiento a la pena, saltando a la vista las irregularidades antes mencionadas. Uno de los argumentos de peso que le permitieron apelar la condena con éxito fue el hecho de que los sucesos fueran perpetrados por subalternos que actuaron de manera independiente. Uno de los jueces, el general Christopher Vokes, no sólo reconoció las carencias del proceso, sino que reconoció que similares situaciones habían sido perpetradas por tropas aliadas (incluyendo canadienses en los mismos combates por la ciudad de Caen; Así es que Vokes, en apego al espíritu de la ley decidió conmutar a Meyer la sentencia de muerte por la de cadena perpetua.
Meyer pasó cinco años en la penitenciaría de Dorchester, en Nuevo Brunswick, Canadá, donde perfeccionó su manejo del inglés. En 1950, a raíz de una solicitud de indulto, fue trasladado a una cárcel alemana en Werl donde cumplió en total 10 años de presidio. Debido a su buen comportamiento y a peticiones de reconocidas personalidades alemanas y numerosos oficiales del ejército canadiense que combatieron contra Meyer y manifestaban su admiración personal por el acusado, Meyer fue liberado el 6 de septiembre de 1954. Panzermeyer fue recibido en su pueblo como un héroe por una enorme multitud autoconvocada, reuniéndose con su familia (esposa y cinco hijos) luego de quince años de ausencia en su hogar.
Meyer, ya en libertad, apoyó a los veteranos de las Waffen-SS en una organización de ayuda a los excombatientes de las SS llamada HIAG. Trabajó como distribuidor de cerveza en Hagen y se estableció definitivamente en la región de Renania. 
En 1956 escribió  un libro con sus memorias llamado Grenadiers en que apasionadamente enuncia y describe las acciones y el papel de las Waffen-SS durante la guerra.
Meyer falleció en Hagen, Renania, durante la celebración de su 51.º cumpleaños, el 23 de diciembre de 1961 y a su sepelio concurrieron 15 000 personas.

## Condecoraciones
- Cruz de Hierro 2.ª Clase 1939 (Eisernes Kreuz 1939, 2. Klasse) – 25 de septiembre de 1939.
- Cruz de Hierro 1.ª Clase 1939 (Eisernes Kreuz 1939 1. Klasse) – 31 de mayo de 1940.
- Cruz de Caballeros de la Cruz de Hierro (Ritterkreuz des Eisernen Kreuzes) – 18 de mayo de 1941.
- Cruz alemana en oro (Deutsches Kreuz in Gold) – 8 de febrero de 1942.
- Medalla de la Campaña del Frente Oriental (Medaille "Winterschlacht im Osten 1941/42"). 4 de septiembre de 1942.
- Hojas de Robles para la RK N° 195 (Ritterkreuz des Eisernen Kreuzes mit Eichenlaub) – 23 de febrero de 1943.
- Espadas para la RK N° 91 (Ritterkreuz des Eisernen Kreuzes mit Eichenlaub und Schwerten) – 22 de diciembre de 1944.
- Mención en el Informe de las Fuerzas Armadas (Namentliche Nennung im Wehrmachtbericht) – 29 de junio de 1944
- Orden militar "Por honor" IV Grado, 1.ª Clase, Bulgaria (Voenen Orden "Za Hrabrost" IV stepen, 1 klas)
- Cruz al Mérito de Guerra de Brunswick de 1.ª Clase (Brunswick Kriegsverdienstkreuz, 1. Klasse)
- Insignia de Asalto de Infantería (Infanterie Sturmabzeichen)
- Broche de Honor de Distrito del NSDAP (NSDAP Parteiabzeichen Gau).
- Puño de manga “Adolf Hitler” de la 1. SS-LSSAH (Ärmelband 1. SS-Panzer-Division "Leibstandarte SS Adolf Hitler").
- Medalla de la Campaña del Frente Oriental (Medaille "Winterschlacht im Osten 1941/42").
- Placa de herido 1939 en bronce (Verwundetenabzeichen 1939 in Bronze)